# Буревестники (пилотажная группа)
«Буреве́стники» (англ. Thunderbirds) — демонстрационная эскадрилья Военно-воздушных сил США. Базируется на авиабазе Неллис в штате Невада. Группа участвует в авиационных представлениях в Соединённых Штатах и за её пределами, демонстрируя групповой и одиночный высший пилотаж на специально окрашенных реактивных самолётах.
В эскадрильи особое внимание уделяется комплексной подготовке и постоянному повышению мастерства, как пилотов, так и обслуживающего персонала. Группа выполняет более восьмидесяти демонстрационных полётов каждый год, и никогда выступления не были отменены из-за каких-либо трудностей в обслуживании самолётов.
В дополнении к своим обязанностям по выполнению демонстрационных полётов, «Буревестники» входят в состав Военно-воздушных Сил США, и при необходимости могут быть включены в оперативное истребительное подразделение для выполнения боевых задач. С 15 февраля 1974 года «Буревестники» включены в состав 57-го авиационного крыла, базирующегося на авиабазе Неллис.

## История

### Образование
В 1947 году, когда реактивная авиация была только в зачаточном состоянии, в Америке сформировался отдельный от Армии вид вооружённых сил — ВВС США. А спустя 6 лет, 5 мая 1953 года из группы опытных лётчиков была сформирована 3600-я демонстрационная эскадрилья в составе авиабазы Льюк (англ. Luke AFB) в штате Аризона. Группа, получившая название Thunderbirds (рус. Буревестники) летала на реактивных истребителях F-84 «Thunderjet».

### 1950-е годы
Дебютное представление «Буревестников» состоялось на их родной авиабазе Льюк в начале июня 1953 года, а общественность впервые увидела представление новой авиагруппы в том же году, во время проведения одного из старейших праздников в Америке Cheyenne Frontier Days в городе Шайенне, штат Вайоминг. К августу группа провела 26 авиашоу. Первым командиром эскадрильи был майор Ричард Кэтледдж (1953—1954). Истребитель F-84G Thunderjet был первым самолётом, на котором летали «Буревестники». Так как Thunderjet был одноместным истребителем, у пилотов не было возможности снимать на видео или фото групповой пилотаж. Эту роль на протяжении 50-х и 60-х годов выполнял двухместный учебно-тренировочный T-33 Shooting Star.
В следующем году «Буревестники» начали выполнять свои первые заграничные авиашоу. Во время тура по Южной и Центральной Америке группа добавила к своей программе одиночный пилотаж. Весной 1955 года, когда эскадрилью возглавлял капитан Джек Бротон (сентябрь 1954 — февраль 1957), группа начала осваивать истребитель-бомбардировщик F-84F Thunderstreak со стреловидной формой крыла. На этом самолёте они выполнили 91 показательное выступление. Помимо этого, Буревестники получили свой первый самолёт материально-технической поддержки C-119 Flying Boxcar.
В июне 1956 года пилоты авиагруппы пересели на истребитель F-100C Super Sabre, способный летать со скоростью звука. Переход группы на новые самолёты сопровождался перебазировкой эскадрильи на новое место дислокации. Новым домом для «Буревестников» стала авиабаза Неллис в штате Невада. Изменилась и программа выступления эскадрильи. Например, такой элемент пилотажа как кубинская восьмёрка был упразднён, теперь группа делала акцент на совершении низких пролётов над землёй, сопровождавшихся громким гулом двигателей, а также на демонстрацию предвзлётной подготовки. Некоторое время, когда организаторы авиашоу разрешали это, пилоты, переходя на сверхзвуковую скорость, создавали эффект звукового удара, производя неизгладимое впечатление на публику. Однако этот элемент шоу пришлось отменить, когда Федеральное управление гражданской авиации запретило сверхзвуковые полёты по континентальной части США.

### 1960-е годы
В 1961 году, группе пришлось скорректировать свою программу выступлений, так как вышло постановление Федерального управления авиации, разрешающее выполнять фигуры высшего пилотажа только в том случае, если вектор энергии не направлен на толпу. Все манёвры теперь должны были выполняться в «воздушной коробке», прямоугольном воздушном пространстве, которое обеспечивает особую дистанцию до всех зрителей. Эти и другие ограничения сделали американские авиашоу очень безопасными, в США вот уже более 50 лет не было серьёзных происшествий.
В 1962 году программа выступлений авиагруппы пополнилась выполнением парного пилотажа. После того как авиапарк эскадрильи был заменён на истребитель-бомбардировщик F-105 Thunderchief, последовало первое выступление «Буревестников» в Европе. Однако в 1964 году произошёл возврат на старые F-100C Super Sabre, когда при выполнении посадки на F-105 в Гамильтоне, на авиационной базе ВВС разбился капитан Джин Девлин. Также был сделан вывод, что F-100 был более маневренным и больше подходил для демонстрационных показов. F-105 Thunderchief был сохранён в строю до 1968 года.
К 1967 году на счету «Буревестников» было уже 1000 проведённых авиашоу. В 1969 году эскадрилья получила более крупногабаритный истребитель-бомбардировщик McDonnell Douglas F-4 Phantom II, на котором они летали до 1973 года. Примечательно, что в это же время F-4 Phantom использовала группа высшего пилотажа ВМС США «Голубые Ангелы», это было связано с тем, что этот самолёт считался основным в ВВС и на флоте. Голая металлическая окраска высокотемпературных частей самолёта стала заменяться на специальную теплостойкую белую краску. Такая окраска сохранилась на самолётах и сегодня.

### 1970-е годы
Из-за нефтяного кризиса 1973 года группа участвовала только в шести авиашоу и продолжительное время не поднималась в воздух. В 1974 году эскадрилья перешла на более экономичные учебно-тренировочные самолёты Northrop T-38 Talon. Пять T-38 потребляли столько же топлива сколько один F-4 Phantom.

### 1980-е годы
В 1982 году Буревестники понесли большие потери. 18 января, во время выполнения фигуры высшего пилотажа — ромб из четырёх самолётов, произошло столкновение с землёй на большой скорости, в результате чего погибли все четыре пилота: майор Норман Лори, командир группы капитан Вилли Мэйз, капитан Джозеф Петерсон, и капитан Марк Мелэнкон. Причиной авиакатастрофы официальные лица ВВС США назвали техническую неисправность гидропривода ручки управления ведущего самолёта, не позволившую вовремя вывести самолёт из крутого манёвра. Это ввело в заблуждение ведомые самолёты и как следствие столкновение с землёй. отчёт о катастрофе был опубликован в журнале Aviation Week & Space Technology 17 мая 1982 года.
В течение шести месяцев, пока шло расследование катастрофы, полёты группы были приостановлены. В 1982 году было объявлено, что пилотажная группа ВВС США «Thunderbirds» сменит свои самолёты T-38 Talon на истребители F-16 Fighting Falcon, которые подверглись лишь незначительным доработкам, в частности, с них демонтировали пушку.
В 1986 году «Буревестники» участвовали в открытии отреставрированной статуи Свободы в Нью-Йорке, совершив демонстрационный полет. В 1987 году эскадрилья выполнила первое показательное выступление в коммунистической стране, посетив столицу Китая Пекин.

### 1990-е годы
В 1990 году было выполнено уже 3000 авиашоу. В 1991 году «Буревестники» отправились в турне по Европе, выполнив авиапредставления в Швейцарии, Польше и Венгрии. В 1996 году команда посетила Румынию, Болгарию и Словению. В этом же году эскадрилья принимала участие в церемонии открытия Олимпийских Игр в Атланте, которые смотрело приблизительно 3,5 миллиарда человек во всем мире.
Почтовая служба Соединённых Штатов в честь пятидесятилетия Воздушных сил США как самостоятельного вида вооружённых сил, выпустила в 1997 году ограниченный тираж почтовых марок с изображением пилотажной группы «Буревестники».

### 2000-е годы
В 2005 году «Буревестники» временно не летали, ожидая окончания расследования происшествия, случившегося 20 августа во время проведения Chicago Air & Water Show — крупнейшего авиационного и водного шоу в США. При полёте «ромбом» произошло соприкосновение двух самолётов, в результате чего один из них получил повреждение горизонтального оперения. Представление было немедленно приостановлено. Самолёт остался пригодным для пилотирования и возвратился в международный аэропорт Гари.
В 2007 году «Буревестники» совершили первое, после трагических событий 11 сентября, турне по Европе. Во время этого тура группа выполнила своё первое демонстрационное представление в Ирландии. Несмотря на ненастную погоду более 100 000 человек посетили авиашоу, вызвавшее большой ажиотаж в местных СМИ. Кроме того программа выступлений эскадрильи включала проведение авиашоу в Польше, Румынии, Италии, Франции, а также в Англии, где «Буревестники» приняли участие в Royal International Air Tattoo — самом большом в мире авиашоу. Помимо выполнения демонстрационных полётов, команда участвовала в восьми встречах с общественностью, провела несколько благотворительных акций, встречаясь с малообеспеченными детьми по всей Европе.
10-11 ноября 2007 года в Лас-Вегасе и на авиабазе «Неллис» «Буревестники» провели авиационное представление, посвящённое 60-й годовщине Военно-воздушных сил США.
Весь 2008 год эскадрилья оставалась в Северной Америке, выступая в Соединённых Штатах Америки и в Канаде. Когда канадский город Квебек праздновал свою 400-ю годовщину, «Буревестники» выполнили торжественный полёт над городом совместно с пилотажными группами Авиационного командования Канады Snowbirds, королевскими ВВС Великобритании «Красные Стрелы» и Военно-морских сил США «Голубые Ангелы». Немного позднее «Буревестники» снова посетили Канаду, проведя два авиашоу в Абботсфорде, провинция Британская Колумбия.
2009 год ознаменовался выступлениями команды во многих странах Тихоокеанского региона, включая такие, как Австралия, Малайзия, Таиланд, Япония, Южная Корея, а также Гавайи и остров Гуам. Более 1,2 миллиона человек видели выступления группы воочию, и около 120 миллионов могли наблюдать за шоу через многочисленные национальные СМИ. В дополнение к авиашоу «Буревестники» лично встретились и провели время с малообеспеченными детьми и сиротами.

### 2010-е годы
В 2010 году «Буревестники» начали полёты 19-го марта на авиабазе «Люк» в штате Аризона.
В 2011 году начинается 58-й сезон выступлений авиационной группы высшего пилотажа «Буревестники», программа которого предусматривает многочисленные представления на территории Соединённых Штатов Америки и Европы.
Весь лётный сезон 2013 года был отменён после того, как Конгресс не смог принять сбалансированную программу сокращения расходов и повышения налогов, чтобы справиться с фискальным обрывом в США. 6 декабря 2013 года «Буревестники» объявили о возобновлении показательных полётов и анонсировали программу выступлений на 2014 год.

## Самолёты

### Ранние самолёты
Republic F-84G Thunderjet
Использовался «Буревестниками» в 1953 год-1954 годах.
Republic F-84F Thunderstreak
Группа летала на истребителе-бомбардировщике F-84F Thunderstreak со стреловидной формой крыла с 1955 до 1956 года.
North American F-100C Super Sabre
С переходом в 1956 году на F-100 Super Sabre, Буревестники стали первой в мире авиационной группой высшего пилотажа, имеющие сверхзвуковые самолёты. В том же году группа перебазировалась на авиабазу «Неллис» в Неваде, которая более подходила для технического обслуживания таких самолётов. Команда использовала модифицированные F-100С Super Sabre с 1956 по 1963 год.
Republic F-105B Thunderchief
На F-105 группа провела только 6 авиашоу в 1964 году, после чего их заменили на F-100D.
North American F-100D Super Sabre
F-100D Super Sabre использовались группой с 1964 по 1968 год.
McDonnell Douglas F-4E Phantom II
В 1969 году эскадрилья получила более крупногабаритный истребитель-бомбардировщик McDonnell Douglas F-4 Phantom II. Эти самолёты были в строю у эскадрильи с 1969 по 1973 год.
Northrop T-38 Talon
В связи с топливным кризисом начала 1970-х годов авиагруппа перешла на более экономичные учебно-тренировочные самолёты Northrop T-38 Talon. Этот самолёт не требовал большого контингента обслуживающего персонала и был более прост в эксплуатации чем F-4 Phantom II.

### Переход к F-16
После потери четырёх лётчиков в авиакатастрофе, ставшей известной в западной прессе под названием «Diamond Crash», в 1982 году было объявлено, что пилотажная группа ВВС США «Thunderbirds» сменит свои самолёты T-38 Talon на новейшие истребители F-16 Fighting Falcon. Начиная с июня 1982 года эскадрилья начала осваивать эти самолёты. Так как после трагедии 1982 года группа потеряла своих лучших пилотов, для обеспечения перехода на F-16 были привлечены уже отлетавшие в рядах «Буревестников» ветераны группы. С 1983 года эскадрилья летала на первых модификациях F-16A/B.
Переход на F-16C состоялся в 1992 году. Эти самолёты подвергли лишь незначительным доработкам, в частности, с них демонтировали 20-миллиметровую пушку.
General Dynamics F-16A/B Fighting Falcon
Всего "Буревестники " приобрели 15 самолётов F-16A , на которых они летали с 1983 по 1991 год. В распоряжении группы также был двухместный F-16B, использовавшийся для обучения новых пилотов и для выполнения вспомогательных функций.
Lockheed Martin F-16C/D Fighting Falcon (Серия 32)
С 1992 по 2008 год «Буревестники» летали на обновлённых модификациях F-16C и F-16D 1986 и 1987 годов выпуска. На момент вывода из состава ВВС эти самолёты были одними из самых старых в войсках.
Lockheed Martin F-16C/D Fighting Falcon (Серия 52)
В 2009 году эскадрилья перешла на модернизированную версию F-16. Обновлённые самолёты отличались улучшенной авионикой и более мощным двигателем Pratt & Whitney F100-PW-229 с увеличенной тягой на 1632 кг.

## Пилотажная программа
Авиационные представления с участием пилотажной группы «Буревестники» представляют собой полный цикл выполнения комплекса фигур высшего пилотажа, причём театрализованное шоу начинается уже на земле.
«Буревестники» широко практикуют в программе своих представлений очень короткие и громкие разбеги при взлёте, высокие скорости, бочку, перевороты с задержкой, кубинскую восьмёрку. Демонстрации также иногда включают искусственные сбрасывания бомб, для большего эффекта применяют пиротехнику.
Ромб: Выполняется из одновременно взлетающей группы из четырёх самолётов. С переходом в 2009 году на форсированные двигатели с увеличенной тягой, группа сразу же после взлёта идёт на петлю ромбом.
Одиночный пилотаж: Может выполняться после роспуска основной группы. Пилот выполняет весь комплекс фигур высшего пилотажа, включая мёртвую петлю, горку, управляемую бочку, кубинскую восьмёрку и др.
«Буревестники» также выполняют такие фигуры высшего пилотажа, как роспуск «фонтан» и «ножницы», пилотаж на встречных курсах, когда группа самолётов, двигаясь навстречу друг другу расходится в непосредственной близости друг от друга, а также косая петля.
Фигура высшего пилотажа «зеркало», выполняемая из пары самолётов, один из которых летит на «спине» параллельно другому, создаётся оптический эффект зеркала. В конце своей программы все шесть самолётов группы сближаются, формируя треугольник. Все пилоты пилотажной группы носят фирменные костюмы с нашитыми именами и бортовым номером самолёта на котором они летают.
Одна из постоянных традиций «Буревестников», это ежегодное участие в церемонии присвоения офицерских званий курсантам в Академии ВВС США в Колорадо-Спрингсе. Самолёты пролетают над стадионом Falcon Stadium в тот момент, когда кадеты бросают свои фуражки в воздух в конце церемонии.

## Аварии
«Буревестники» выступили на более чем 4000 авиашоу по всей планете, выполняя сверхэнергичные пилотажи, что не могло не сказаться на прочности планеров и как следствие на безопасности. Пилотаж на реактивных истребителях, имеющих высокие эксплуатационные характеристики по своей сути опасен, а летая в очень плотном строю вероятность аварийной ситуации возрастает. Группа потерпела две крупных авиакатастрофы во время выступления на авиашоу.
Первая катастрофа случилась 4 июня 1972 года в аэропорту имени Даллеса, во время проведения выставки Transpo 72 и закончилась гибелью майора Джо Говарда. Произошёл отказ горизонтального стабилизатора его F-4 Phantom II, в результате чего он потерял контроль над самолётом. Авария произошла на слишком низкой высоте и лётчик не успел катапультироваться. На земле никто не пострадал.
Вторая катастрофа произошла 9 мая 1981 года на авиабазе «Хилл», штат Юта. Капитан Дэвид «Ник» Хаук на T-38 разбился при пилотаже в составе шести «Буревестников», после неудачно выполненного манёвра на малой скорости. Никто на земле не пострадал, несмотря на то, что крушение произошло недалеко от зрителей.

### Аварии на авиашоу
- 24 сентября 1961 года: Член пилотажной группы «Буревестники» Джон Лессо погиб на авиашоу в Уилмингтоне, штат Северная Каролина, когда при взлёте потерпел крушение самолёт, принадлежащий парашютной команде «Золотые рыцари»[англ.]. Он был на борту в качестве наблюдателя.
- 4 июня 1972 года: Майор Джо Говард погиб при крушении F-4 на авиашоу Transpo 72[англ.] в Вашингтонском аэропорту имени Даллеса, штат Виргиния.
- 9 мая 1981 года: Капитан Дэвид Хок на самолёте Т-38 погиб во время выступления на авиабазе «Хилл».
- 14 сентября 2003 года: Капитан Крис Стриклин, пилотируя F-16, потерпел крушение во время авиашоу на авиабазе «Маунтин-Хоум» в штате Айдахо[5]. Пилоту не хватило высоты для завершения переворота, самолёт упал после резкого снижения. Катастрофа, случившаяся на глазах у нескольких десятков тысяч зрителей, была вызвана ошибкой лётчика. Он не учёл разницу высот над уровнем моря между авиабазой, где было шоу, и местом постоянного размещения «буревестников», авиабазой Неллис. Пилоту удалось катапультироваться, он получил незначительные повреждения. После этого происшествия пилотам предписали подниматься на дополнительные 300 метров, прежде чем выполнять переворот со взлета[5].
- 2 июня 2016 года потерпел крушение истребитель пилотажной группы во время выпускной церемонии, проходившей на авиабазе ВВС в штате Колорадо к югу от аэропорта Колорадо-Спрингс. Пилот, которому удалось катапультироваться, не пострадал.[6]

### Другие происшествия
- 13 декабря 1954 года: Капитан Джордж Кевил, пилотируя F-84G погиб во время одиночного пилотажа на авиабазе «Люк»[англ.].
- 26 сентября 1957 года: Лейтенант Боб Ратт погиб во время тренировочного полета на авиабазе «Неллис».
- 9 октября 1958 года: 19 человек обслуживающего технического персонала погибло в катастрофе транспортного C-123 Provider в 50 милях к северо-западу от Бойсе[7].
- 12 марта 1959 года: Капитан Салмон погиб в тренировочном полёте на авиабазе «Неллис».
- 27 июля 1960 года: Капитан Крэйн, опытный пилот группы, погиб во время тренировочного полета на авиабазе «Неллис».
- 6 апреля 1961 года: Майор Роберт Фицджеральд и капитан Джордж Найэл погибли во время тренировочного полета на авиабазе «Неллис».
- 9 мая 1964 года: Капитан Юджин Девлин разбился на F-105 на авиабазе «Гамильтон»[англ.], штат Калифорния[8].
- 12 октября 1966 года: Майор Фрэнк Литэн и капитан Роберт Морган погибли при столкновении двух F-100 в Неваде.
- 9 января 1969 года: Капитан Джек Турман погиб во время тренировочного полета на авиабазе «Неллис».
- 21 декабря 1972 года: Капитан Джерри Болт и Чарльз Линн погибли во время тренировочного полета.
- 25 июля 1977 года: Ведущий пилот группы Чарли Картер был смертельно ранен во время полётов на авиабазе «Френсис Уоррен»[англ.], штат Вайоминг.
- 8 сентября 1981 года: Командир эскадрильи полковник Дэвид Смит погиб, когда над озером Эри в воздухозаборник его самолёта попала чайка, а катапультное кресло сработало со сбоями и не раскрылся парашют.
- 18 января 1982 года: Самая крупная катастрофа «Буревестников», известная в прессе как англ. Diamond Crash, произошедшая когда майор Норман Лори, капитан Вилли Мэйз, капитан Джозеф Петерсон и капитан Марк Мелэнкон погибли, выполняя тренировочный групповой пилотаж на Т-38.

## Галерея
- «Буревестники» в Аляске
- «Ромб» — фигура пилотажа группы. Авиашоу в Дейтоне, 2009 год
- Одиночный пилотаж F-16 на авиабазе Неллис, 2004 год
- Lockheed T-33 Shooting Star